# Klein robertskruid
Het klein robertskruid (Geranium purpureum, synoniem: Geranium robertianum L. subsp. purpureum (Vill.) Nyman) is een eenjarige plant uit de ooievaarsbekfamilie (Geraniaceae). De soort staat op de Nederlandse Rode Lijst planten als zeldzaam en stabiel of toegenomen. Klein robertskruid houdt van lichte schaduw op droge, matig voedselrijke zandgrond. De plant komt voor in het Middellandse Zeegebied en in Midden- en West-Europa. Naar het oosten toe is de soort aanwezig tot in Iran.

## Beschrijving
De behaarde plant wordt tot 10-40 cm hoog met sterk vertakte, liggende of rechtopstaande stengels. De bladeren zijn drie tot vijftallig met dubbelveerspletige blaadjes. De wortelstandige bladeren zitten dicht bijeen in een bladrozet en hebben een korte bladsteel. Ze blijven lang aanwezig.
De plant bloeit van mei tot in september met donkerroze, vijftallige, 7-14 mm grote bloemen, die paarsgewijs bij elkaar staan. De 5-9 mm lange kroonbladen zijn lang-elliptisch. De overgang van de plaat in de nagel is zeer geleidelijk. De kelkbladen hebben een tot 1 mm lange naald en korte klierharen. De honingklieren zijn ringvormig met elkaar vergroeid. De bloem heeft tien meeldraden. De 0,2-0,4 mm lange helmknoppen zijn geel evenals het stuifmeel.
De vrucht is een kluisvrucht en bevat vijf eenzadige deelvruchtjes. De stijlen blijven aan de zaden zitten en geven zo een snavelachtig uitzicht aan de vrucht. De deelvruchtjes hebben bij de voet van de snavel meestal vier dwarsribben. Bij uitdroging van de rijpe vrucht breekt de snavel open en worden de zaden in vijf richtingen weggeschoten. Het aantal chromosomen is 2n=32.

## Onderscheid met robertskruid
Klein robertskruid lijkt veel op robertskruid (Geranium robertianum). Vele botanici beschouwen de soort als een ondersoort van robertskruid. Klein robertskruid heeft gele helmknoppen en robertskruid roodbruine. Ook zijn de bloemen van klein robertskruid kleiner dan die van robertskruid en hebben ze niet vertakte aders. De kelk van klein robertskruid is rond, die van robertskruid kruikvormig. Bij klein robertskruid ontbreken de lange klierloze haren.

## Etymologie
De naam robertskruid zou afgeleid zijn van de kleur rood of van Robert de Molesme, een elfde-eeuwse abt die de plant om zijn geneeskrachtige werking aanbeval.

## Namen in andere talen
- Duits:Purpur-Storchschnabel
- Engels: Little Robin
- Frans: Geranium pourpre